# Фагет, Бартольд
Бартольд Фагет (нем. Bartold Vaget), иначе Фагеций (1656, Гамбург — 1724) — лютеранский пастор, первый суперинтендент в России.
Бартольд Фагет родился в 1656 году в Гамбурге, получил теологическое образование в Виттенберге. С 1679 года служил кантором в Бергедорфе. В 1684 году переехал в Россию, где стал пастором церкви в Немецкой слободе. В этом качестве в 1689 году, совместно с главным пастором Иоахимом Мейнеке и реформатским пастором Шондервуртом, выступил против деятельности в Москве немецкого мистика Квирина Кульмана. В итоге Кульман был подвергнут российскими властями казни через сожжение.
11 февраля 1711 года на собрание протестантских пасторов в Санкт-Петербурге был объявлен указ Петра I, в котором говорилось, что Бартольд Фагет назначается суперинтендентом всех евангелических церквей России. 7 октября 1715 года Пётр выдал Фагету патент, в котором требовал следить за тем, чтобы протестанты жили «яко христиане и верные подданные». Особенно это распоряжение касалось пленных шведов, находившихся в России. На этой должности пастор находился до 1718 года.